# Hansjürgen Hilgert
Hansjürgen Hilgert, auch Hans-Jürgen Hilgert (* 6. März 1940 in Berlin; † 29. März 2010 in Bitburg) war ein deutscher Filmproduzent, Drehbuchautor und Regisseur.

## Leben
Hans-Jürgen Hilgert hat teilgenommen an der Bonner Bühne für sinnliche Wahrnehmung – KONZIL mit den gemeinsam mit Gerhard Schmidt produzierten Filmen Flucht (1961) und Morgengrauen (1963) sowie mit der Inszenierung von TAU. Emphase für Bühne von Gerd Hergen Lübben (1963).
Das Filmemacher-Team Hansjürgen Hilgert und Gerhard Schmidt (Regie, Produktion), Gerd Hergen Lübben (Buch, Texte) und Georg Müller-Egert (Musik) erhielt für seinen dritten Kurzfilm, Aus dem Leben des Georg Wenzel, im Rahmen der Mannheimer XIII. Internationalen Filmwoche im Jahr 1964 den Bundesfilmpreis.
Für seine Filme wurde Hilgert mehrfach ausgezeichnet, u. a. mit: Preis der Oberhausener Kurzfilmtage (1965); Preis des Europäischen Parlaments (Ecovision Birmingham 1987); Goldmedaille – Prix Leonardo (Parma 1989); 1. Preis der NATURALE (Bad Dürkheim 1993); Civis-Medien-Preis für Toleranz und Verständigung (1999, Ein Tutsi in Dresden); Deutscher Fernsehpreis „Beste Reportage“ (2001, Die Entscheider).

## Filmografie (Auswahl)
- 1960: Aspekte
- 1961: Flucht
- 1962: Morgengrauen
- 1964: Aus dem Leben des Georg Wenzel
- 1966: Oskar Kokoschka malt Konrad Adenauer
- 1966: Wahlkampf – Made in Germany
- 1967: Lernt aus der Vergangenheit
- 1968: PR – Public Relations
- 1970: Er steht um fünf auf
- 1972: Shit – Jugend ohne Zukunft
- 1999: Ein Tutsi in Dresden
- 2001: Die Entscheider
- 2002: Automänner – mit Blaumann und Krawatte
- 2006: Ami – bleib hier! Die Stadt Baumholder und ihre US-Truppen